# 서령로
서령로(Seoryeong-ro)는 충청남도 서산시 부춘동에서 서산시 성연면 명천교차로를 잇는 도로이다.

## 주요경유지
충청남도
- 서산시 (부춘동 - 동문동 - 음암면 - 성연면)

## 노선
| 이름          | 접속 노선                            | 소재지 | 소재지 | 비고 |
| ------------- | ------------------------------------ | ------ | ------ | ---- |
| (이름없음)    | 고운로 중앙로                        | 서산시 | 부춘동 |      |
| 향교오거리    | 안견로                               | 서산시 | 동문동 |      |
| 서령고 삼거리 | 금남로                               | 서산시 | 동문동 |      |
| 온석 교차로   | 국도 제32호선 (외곽순환로)           | 서산시 | 동문동 |      |
| 부산 교차로   | 홍천로                               | 서산시 | 음암면 |      |
| 율목사거리    | 두치로                               | 서산시 | 음암면 |      |
| 모과울고개    |                                      | 서산시 | 음암면 |      |
| 마명교        |                                      | 서산시 | 성연면 |      |
| 명천 교차로   | 국가지원지방도 제70호선 (백제사신로) | 서산시 | 성연면 |      |

## 주요 건물및 시설
- CJ대한통운 서산점 (서령로 16/동문동 773-5)
- 미니스톱 동문한성점 (서령로 41/동문동 855-13)
- 파리바게트 서산동문점 (서령로 100/동문동 506-2)
- 미니스톱 서산에버빌점 (서령로 104/동문동 467-1)
- HD현대오일뱅크 대륙주유소 (서령로 106/동문동 467-4)
- 서령중학교 (서령로 117/동문동 552)
- 서령고등학교 (서령로 117-1/동문동 542)
- 서산 청소년수련관 (서령로 136/동문동 534)
- HD현대오일뱅크 하늘빛주유소 (서령로 249/온석동 344-1)
- CU 서산음암로드점 (서령로 323/부산리 728-1)